# Trasporti in Armenia

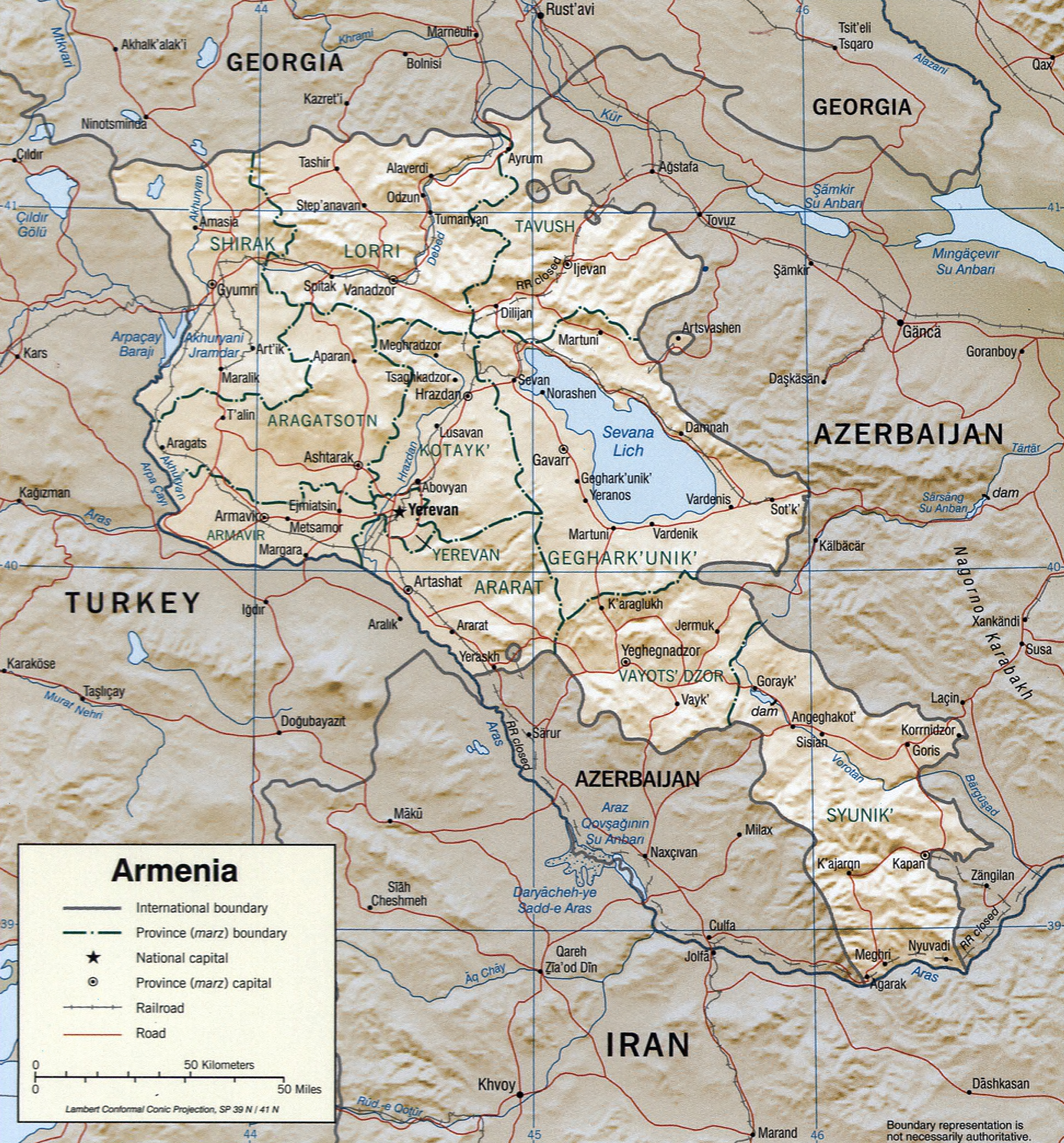
Armenia: carta geopolitica con rete ferroviaria e stradale

Questa voce raccoglie le principali tipologie di trasporto in Armenia.

## Trasporti su rotaia

### Ferrovie
In totale: 845 km di linee ferroviarie pubbliche (gestite fino al 2008 da Ferrovie Armene e dal 2010 dal gruppo ferroviario russo Ferrovie del Sud Caucaso).
- scartamento largo (1520 mm): 686 km (al 2017)[1], tutti elettrificati.

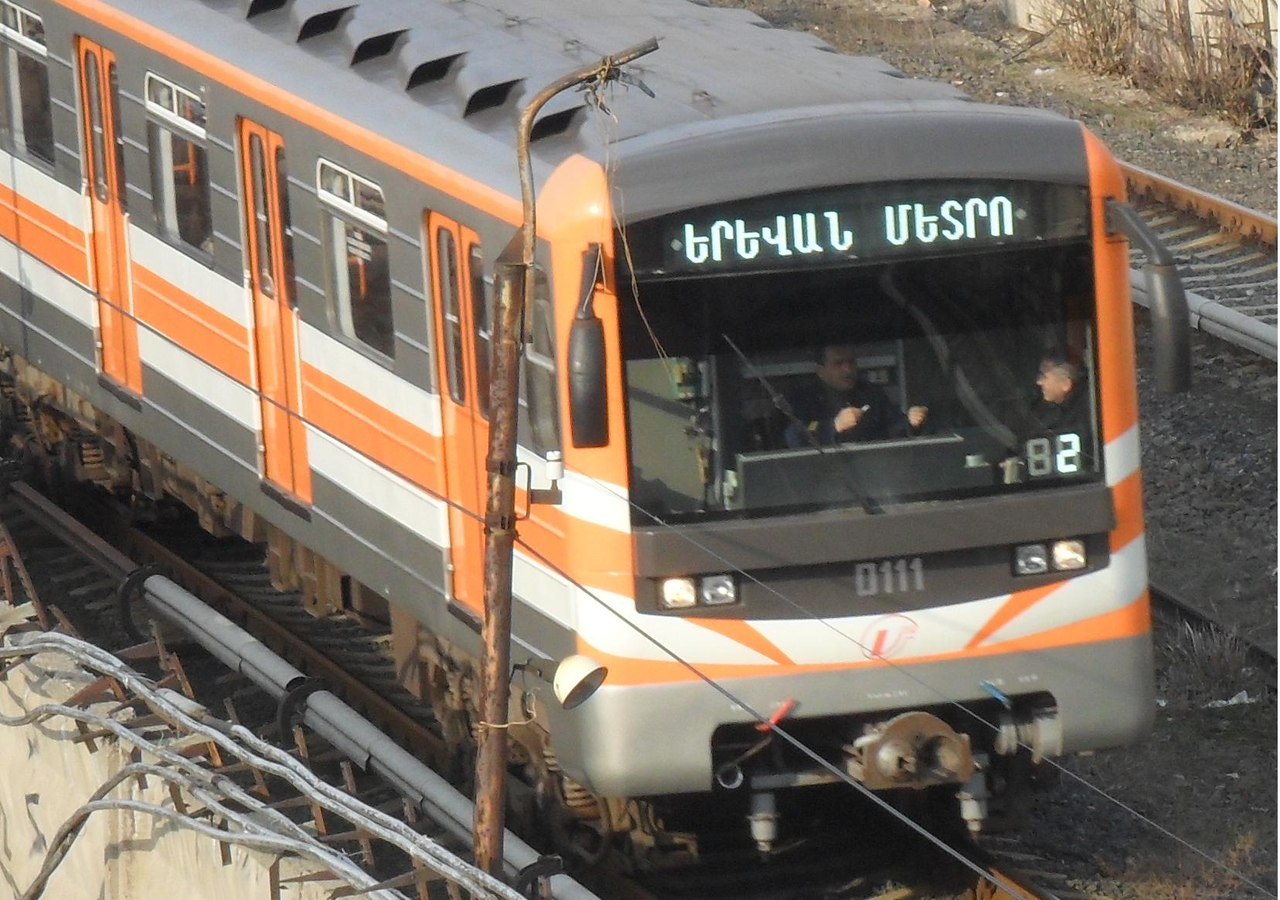
Treno della metro di Erevan.

### Metropolitane
L'unica rete metropolitana del Paese è presente a Erevan.

### Tranvie
L'ultimo sistema tranviario nella capitale Erevan è stato smantellato nel 2004, rimpiazzato dalla metropolitana.

## Trasporti su strada

### Strade
Strade pubbliche: in totale 15.998 km (dati 1998)
- asfaltate: 15.998 km (inclusi 7.567 km di autostrade)
- bianche: 0 km.

### Filovie
Gli unici sistemi filoviari sono presenti a Gyumri (dal 1962) e a Erevan (dal 1949).

### Autolinee
In tutte le zone abitate sono presenti aziende pubbliche e private che gestiscono trasporti urbani, suburbani, interurbani e turistici esercitati con autobus.

## Idrovie
Non sono presenti acque perennemente navigabili.

## Porti e scali
Sono inesistenti.

## Trasporti aerei

### Aeroporti
In totale: 11 (al 2025)
a) con piste di rullaggio pavimentate: 5
- oltre 3047 m: 2
- da 2438 a 3047 m: 0
- da 1524 a 2437 m: 1
- da 914 a 1523 m: 2
- sotto 914 m: 0

b) con piste di rullaggio non lastricate: 6.
- oltre 3047 m: 0
- da 2438 a 3047 m: 0
- da 1524 a 2437 m: 2
- da 914 a 1523 m: 3
- sotto 914 m: 1